# ディーン・ソーンダース
ディーン・ニコラス・ソーンダース（Dean Nicholas Saunders, 1964年6月21日 - ）は、ウェールズ・スウォンジー出身の元同国代表サッカー選手、現サッカー指導者。現役時代のポジションはFW。

## 経歴

### 選手時代
ソーンダースは1980年に父親のロイ・ソーンダースがコーチを務めるスウォンジー・シティAFCで選手経歴を開始した。複数のクラブを渡り歩いた後の1988年にイングランドのダービー・カウンティFCへ移籍すると、1988-89シーズンのリーグ戦で14得点をあげる活躍を見せ、リーグ戦5位に貢献した。なお、この記録は1976年のリーグ優勝以来の好成績であった。
1990-91シーズンに2部リーグへの降格が決まると、1991ｰ92シーズン、のリヴァプールFCへ移籍。リヴァプールではグレアム・スーネス監督の下でイアン・ラッシュとのコンビで活躍し、FAカップ優勝に貢献した。また同シーズンのUEFAカップでは1stラウンドのFCクーシュシ戦で4ゴール、ラウンド16のチロル戦でハットトリックを決めた。翌1992年からはアストン・ヴィラFCへ移籍し、同シーズン第9節のリヴァプール戦では2ゴール、第23節のリヴァプール戦でもゴールを決めて勝利した。1994年のフットボールリーグカップ決勝、マンチェスター・ユナイテッドFC戦では自身が2得点を挙げる活躍で3-1で下し優勝に貢献した。
その後はトルコのガラタサライSKやポルトガルのSLベンフィカなどのクラブを渡り歩き、1999年からはブラッドフォード・シティAFCへ移籍、2001年に現役を引退した。
ウェールズ代表としては、1986年のアイルランド戦で代表デビュー。代表ではFWのラッシュ、マーク・ヒューズ、GKのネヴィル・サウスオール、1990年代にはライアン・ギグスらと共にプレーをしたが、FIFAワールドカップやUEFA欧州選手権への出場は叶わなかった。ソーンダースは2001年3月28日のウクライナ戦で代表から退くまで国際Aマッチ75試合に出場し22得点を記録した。

### 引退後
引退後は指導者の道へ進み、2004年からはニューカッスル・ユナイテッドFCのグレアム・スーネス監督の下でストライカーコーチを務めたが、2006年2月2日に成績不振によりスーネスが解任されると、ソーンダースもクラブを退団。2007年6月からはウェールズ代表のジョン・トシャック監督のアシスタントコーチに就任。2008年10月2日、カンファレンス・ナショナル（5部リーグに相当）のレクサムFCの監督に就任した。なお、ウェールズ代表での職務と兼任することとなっている。2011年に退任し、ドンカスター・ローヴァーズFCの監督に就任した。
2013年1月7日、解任されたストーレ・ソルバッケン監督の後任として、ウルヴァーハンプトン・ワンダラーズFCに引き抜かれた。
クローリー・タウンFCでの指揮を経て、2015年5月から半年間チェスターフィールドFCの監督を務めた。

## タイトル

### クラブ
リヴァプール
- FAカップ : 1991-92

アストン・ヴィラ
- フットボールリーグカップ : 1993-94

ガラタサライ
- テュルキエ・クパス : 1995-96

### 個人
- サポーター選出アストン・ヴィラ年間最優秀選手 : 1994-95
- UEFAカップ得点王 : 1991-92（9得点）